# Відкритий чемпіонат Франції з тенісу 2015
Відкри́тий чемпіона́т Фра́нції з те́нісу 2015 (відомий також як Ролан Гаррос на честь знаменитого французького авіатора) — тенісний турнір, який проводиться на відкритому повітрі на ґрунтових кортах. Це 114 Відкритий чемпіонат Франції, другий турнір Великого шолома в календарному році. Турнір проходив на Стад Ролан Гаррос у Парижі з 24 травня по 7 червня 2015 року.
Призовий фонд турніру — 28 028 600 Євро.

## Результати фінальних матчів

#### Одиночний розряд. Чоловіки
- Стен Вавринка переміг  Новака Джоковича, 4–6, 6–4, 6–3, 6–4

#### Одиночний розряд. Жінки
- Серена Вільямс перемогла  Луціє Шафарову, 6–3, 6–7(2–7), 6–2

#### Парний розряд. Чоловіки
- Іван Додіг /  Марсело Мело перемогли пару  Боб Браян /  Майк Браян, 6–7(5–7), 7–6(7–5), 7–5

#### Парний розряд. Жінки
- Бетані Маттек-Сендс /  Луціє Шафарова перемогли пару  Кейсі Деллаква /  Ярослава Шведова, 3–6, 6–4, 6–2

#### Мікст
- Бетані Маттек-Сендс /  Майк Браян перемогли пару  Луціє Градецька /  Марцін Матковський, 7–6(7–3), 6–1

### Юніори

#### Хлопці. Одиночний розряд
- Томмі Пол переміг  Тейлора Гаррі Фріца, 7–6(7–4), 2–6, 6–2

#### Дівчата. Одиночний розряд
- Паула Бадоса Жіберт перемогла  Ганну Калинську, 6–3, 6–3

#### Хлопці. Парний розряд
- Альваро Лопес Сан Мартін /  Хайме Мунар перемогли пару  Вільям Бламберг /  Томмі Пол, 6–4, 6–2

#### Дівчата. Парний розряд
- Міріам Колодзейова /  Маркета Вондроушова перемогли пару  Керолайн Долегайд /  Катерина Стюарт, 6–0, 6–3